# Société sportive de Suresnes
La Société sportive de Suresnes est un club omnisports fondé en 1909.

## Histoire
À sa création, en 1903, elle était l'« Union athlétique de l'Ouest », avec son siège à Puteaux. En 1909, elle devient l'« Union athlétique de Suresnes ». Les couleurs bleus, bande rouge, deviennent bleu bande orange, la couleur des vélos Thomann, M. Alphonse Thomann étant un des fondateurs. L'UAS, en 1910, devient la SSS.
En 1909, Levacher et Manchon entre au club. Le 15 mai 1910, Henri Pélissier gagne Paris-le Havre, organisé par le club,. C'est lors de cette épreuve qu'il fait la connaissance de Henri Manchon, le secrétaire général du club, qui devient alors son soigneur personnel.
La Société Sportive de Suresnes prépare des champions comme les frères Pélissier et les frères Magne. C'est sous les couleurs du club que Pierre Magne gagne, en 1925, Paris-Évreux.
Le club est aidé par les entreprises qu'abrite la ville des bords de la Seine : Latil, Talbot, Saurer. Oscar Egg et Georges Sérès, qui habitent Suresnes, participent également aussi au développement de la société qui, soit au Vel' d'Hiv, course de la Médaille, soit en cross cyclo-pédestre se classent chaque dimanche.
En 1924, l'Équipe cycliste Alleluia est composé principalement de coureur de la Société Sportive de Suresnes et court sous les couleurs de celle-ci.
Une section athlétisme est créée dans les années 1920 et organise, en 1928, une épreuve de « trois sports ». La section de gymnastique est champion de France en 1930.

## Présidents
- 1912 :  président : docteur Catat, secrétaire général trésorier : M. C. Levacher, qui remplace M. Manchon à ce poste en 1912
- 1934 : président : docteur Gabriel Moret ; vice-présidents : MM. Alphonse Thomann (fondateur), Georges Duménil (depuis 1912), Benjamin Goldschmidt ; secrétaire général trésorier : M. C. Levacher[note 1]; directeur sportif : M. Léon Chatouillat.

## Coureurs ayant couru sous les couleurs de la Société sportive de Suresnes
- Jacques Besson
- André Bianchi[3]
- Raymond Bianchi[3],
- Raymond Beyle[3]
- Berthélemy[3],
- Bonnet,
- Claude Deloffre
- René Bullot[note 2],[5].
- Jean Bidot
- Bougaud,
- Ernest Catudal
- Charbonnier[3],
- Chadefaux,
- Marcel Choquet
- Combescot[3],
- Combray[3].
- Cotrel,
- Lucien Dalotel
- Devauchelle,
- Léonce Dubois,
- Duez[3]
- Duménil
- Marcel Jame
- Roger Jame
- Jean Féron[6].
- Oscar Egg
- Fleurquin[3]
- Foulet
- Jean Goujon
- Henri Guyvallet
- Jubin,
- Juseret,
- Lapeyre[3]
- Legoux
- Jean Lemaire
- Maronnier
- Antonin Magne
- Pierre Magne
- Maurice Michaux
- Maurice Miscopain[3]
- Germain Molis
- Moreau,
- Pierre et Albert Panhaleux.
- Francis Pélissier,
- Henri Pélissier,
- Pigier,
- Robert Pirard
- Henri Prat
- Raux,
- Maurice Schilles
- Schlick
- Arthur  Sérès
- Georges Sérès
- Georges Sérès (fils)
- Sinden
- Trouvé,
- Voûte,

## Courses organisées
- Challenge « Alphonse Thomann » (réservé aux vétérans >35 ans) 1913
- Challenge Henri Sellier 1925
- Prix Henri Martin 1933